# Doppia dose
Doppia dose è un album del gruppo rock Skiantos, pubblicato nel 1999.

## Il disco
L'album è stato ristampato nel 2014 dall'etichetta Ala Bianca/Stile Libero con l'aggiunta di due canzoni inedite: Evacuazioni, cantata da Freak Antoni, e Fuck That Kunt, cantata da Dandy Bestia.
L'album è diviso in due CD: Il solito trionfo e M'hai cotto il razzo.
Il 14 aprile 2023 il disco viene ristampato con una diversa tracklist e l'aggiunta dell'inedito Flippato per gli Skiantos.

## Tracce

### Il solito trionfo
1. Troppo avanti (feat. Patrizio Fariselli degli Area) - 5:02
2. Il sesso è peccato farlo male - 4:53
3. Non sono un duro [Guarda come piango] (feat. Samuele Bersani e Angelo Branduardi al violino) - 5:00
4. Nuovo Medioevo (feat. Lucio Dalla) - 4:00
5. Gratis [Remix] (con voce registrata di Vasco Rossi da un'intervista) - 2:56
6. La sonnolenza provoca dipendenza (feat. Luca Carboni) - 5:01
7. Orrenda (feat. Enzo Iacchetti) - 3:59
8. Ero buono (feat. Michele Serra e Gemelli Ruggeri) - 3:53
9. Uomo peso [Hommage a Petrolini] (feat. Marcello Darbo) - 2:08
10. Canzone per Che [Guevara Forever] (feat. Gang) - 4:07
11. Non ce la faremo mai [Canzone degli allegri perdenti] (feat. Shel Shapiro) - 3:34
12. I ragazzi del coro (feat. Marco Carena) - 3:48
13. Intorto torbido (feat. Johnson Righeira e Montefiori Cocktail) - 5:01
14. Polli (feat. Banda Osiris) - 4:47
15. Io dentro [Citando Seneca] (feat. Riccardo Tesi) - 6:14
16. Vitalizio (ghost track) - 4:06

### M'hai cotto il razzo
1. Allegro acquerello musicale [intro] (feat. Jimmy Villotti) - 0:30
2. Non dirlo nemmeno per skerzo - 4:28
3. Non serve [devi morire] - 2:54
4. Ti frugo nel frigo - 3:54
5. Kommessa - 3:20
6. Amore istantaneo - 4:27
7. Gran viaggione - 5:00
8. Sono 2000 [The Millennium Time Bomb] - 4:45
9. Diventa geometra - 3:51
10. Non m'importa di quello che dici [fammi mangiare] - 3:42
11. Pene d'amore - 4:14
12. Neuroborsa - 3:42
13. Allegro acquerello musicale [reprise] (feat. Jimmy Villotti) - 1:18
14. All the Music (ghost track) - 1:10

## Formazione
- Roberto "Freak" Antoni – voce
- Andrea "Jimmy Bellafronte" Setti – voce
- Stefano "Sbarbo" Cavedoni – voce
- Fabio "Dandy Bestia" Testoni – chitarra elettrica
- Andrea "Andy Bellombrosa" Dalla Valle – chitarra elettrica
- Luca "Tornado" Testoni – chitarra elettrica
- Marco "Marmo" Nanni – basso
- Leonardo "Tormento Pestoduro" Ghezzi – batteria
- Roberto "Granito" Morsiani – batteria